# Василиса Олга (булевард в Солун)
„Василиса Олга“ (на гръцки: Βασιλίσσης Όλγας) е булевард в македонския град Солун, Гърция. Има четири платна, включително едно за автобуси. Разположен е южно от Бялата кула и по негово протежение се намира кварталът Пиргите. На булевард „Василиса Олга“ са разположени консулствата и между войните там живеят буржоазните семейства на индустриалци, тютюневи търговци и бизнесмени в Солун. На булеварда още са запазени красиви исторически сгради, сред които Шато Мон Боньор, Вила Алатини, Вила Мордох, Каза Бианка, Осман Али бей вила и много други. Старото име на булеварда е „Екзохи“ (Εξοχών), а след това е преименуван в чест на кралица Олга. На север продължава като „Манолис Андроникос“, а на юг като „Етники Антистаси“.

## История
Развитието на района около булеварда започва още преди 1890 година. Първите имоти в този район са от 1885 година. Истинското му развитие започва след 1889 година, когато са разрушени част от Солунските стени, които го отделят от града. Районът около улицата се развива бързо с настаняването на много богати семейства и строителство на къщите им. Областта наоколо се създава паралелно с изграждането на булеварда. Богати солунчани строят къщите си на булеварда в еклектичен стил и на световно ниво. Архитекти на вилите на булеварда са известни гръцки и чуждестранни архитекти, сред които Виталиано Позели, Пиеро Аригони, Ксенофон Пеонидис и други. Това е голямата разлика между кварталът Пиргите и постройките на булеварда – заселниците се отличават с икономически и социален статус, а не религиозен.
След като Солун остава в Гърция след Балканските войни, мюсюлманите напускат вилите си по булевард „Екзохи“. Много изоставени сгради са използвани след 1922 година като жилища от бежанците. Вилите са реквизирани и заети от военните по време на Първата световна война. До началото на Втората световна война на булеварда има около 100 жилищни сгради. След Втората световна война обликът на булевард „Екзохи“ се променя много. Мюсюлманите и евреите изоставят къщите си и красивите вили западат, а много от тях са реквизирани отново от военните. Булевардът постепенно губи европейския си изглед и запада. В 1957 година от булеварда са извадени паветата и той е асфалтиран. В следващите десетилетия, през които населението в тази част на Солун постепенно се увеличава, на булеварда отварят все повече малки и големи магазини, превръщайки го във важен търговски център. Много красиви жилищни сгради са разрушени по време на модернизацията на облика на булеварда в края на 50-те и 60-те години на XX век.